# Dieter Hallervorden
Dieter "Didi" Hallervorden (Dessau, 5 settembre 1935) è un attore e comico tedesco.

## Filmografia parziale

### Attore
Cinema
- Che?, regia di Roman Polanski (1972)
- Ach du lieber Harry, regia di Jean Girault (1981)
- Alles im Eimer, regia di Ralf Gregan (1981)
- Der Schnüffler, regia di Ottokar Runze (1983)
- Didi - Der Doppelgänger, regia di Reinhard Schwabenitzky (1984)
- Didi und die Rache der Enterbten, regia di Dieter Hallervorden e Christian Rateuke (1985)
- Didi auf vollen Touren, regia di Wigbert Wicker (1986)
- Der Experte, regia di Reinhard Schwabenitzky (1988)
- Bei mir liegen Sie richtig, regia di Ulrich Stark (1990)
- 1 1/2 Ritter - Auf der Suche nach der hinreißenden Herzelinde, regia di Til Schweiger, Torsten Künstler e Christof Wahl (2008)
- Het Meisje en de Dood, regia di Jos Stelling (2012)
- The Child, regia di Zsolt Bács (2012)
- Sein letztes Rennen, regia di Kilian Riedhof (2013)
- Honig im Kopf, regia di Til Schweiger e Lars Gmehling (2014)
- Ostfriesisch für Anfänger, regia di Gregory Kirchhoff (2016)
- Rock My Heart, regia di Hanno Olderdissen (2017)
- Benjamin l'elefante (Benjamin Blümchen), regia di Tim Trachte (2019)

Televisione
- Das Millionenspiel - film TV (1970)
- Die Schöngrubers - serie TV, 6 episodi (1972)
- Hei-Wi-Tip-Top - serie TV, 5 episodi (1971-1972)
- Der Springteufel - film TV (1974)
- Nonstop Nonsens - serie TV, 20 episodi (1975-1980)
- Die Nervensäge - serie TV, 26 episodi (1985-1986)
- Die Didi-Show - serie TV, 10 episodi (1989)
- Die zertanzten Schuhe - film TV (2011)
- Tiefe Wunden - film TV (2015)
- Chuzpe - Klops braucht der Mensch! - film TV (2015)
- Truffati in amore (Lüg' mich an und ich heirate Dich) - film TV (2018)
- Counterpart - serie TV, 3 episodi (2018-2019)
- Mein Freund das Ekel - film TV (2019)
- Mein Freund das Ekel - serie TV, 6 episodi (2021)
- La regina delle lacrime (눈물의 여왕?, Nunmur-ui yeo-wangLR)) – serie TV (2024) – cameo

### Doppiatore
- Macius - serie TV (2002)
- Asterix e i vichinghi (Astérix et les Vikings) (2006)
- Robbie ragazzo spaziale (Cosmic Quantum Ray) - serie TV (2007)
- Robinson Crusoe (The Wild Life) (2016)
- Arthur et les enfants de la Table Ronde - serie TV (2018)

### Sceneggiatore
Cinema
- Ach du lieber Harry (1981)
- Alles im Eimer (1981) - dialogo
- Didi - Der Doppelgänger (1984) - girato giornaliero
- Didi auf vollen Touren (1986)

Televisione
- Herr S. kommt nicht zum Zuge - film TV (1977)
- Nonstop Nonsens - serie TV, 10 episodi (1975-1980)
- Mein Gott, Willi! - film TV (1980)
- Die Didi-Show - serie TV, 10 episodi (1989)

### Regista
Cinema
- Didi und die Rache der Enterbten (1985)

Televisione
- Die Didi-Show - serie TV, 10 episodi (1989)

## Premi
- Bambi
  - 1981: "Comedy" (Nonstop Nonsens)
  - 2015: "Special Award" (Honig im Kopf) - condiviso con Til Schweiger
- Deutscher Filmpreis
  - 2014: "Beste darstellerische Leistung - Männliche Hauptrolle" (Sein letztes Rennen)
- Premio Ernst Lubitsch 
  - 2014: "Premio Ernst Lubitsch" (Honig im Kopf)
- Golden Camera
  - 2013: "Premio alla carriera"
- Romy Gala
  - 2015: "Beliebtester Schauspieler" (Honig im Kopf)
- TeleStar
  - 1996: "Best Host - Entertainment" (Verstehen Sie Spaß?)
- Deutscher Comedypreis
  - 2003: "Premio alla carriera"
- Premio Jupiter
  - 2014: "Premio alla carriera"
- Tehran Jasmine International Film Festival
  - 2015: "Golden Jasmine - Best Actor" (Sein letztes Rennen)
- Golden Hen Awards
  - 2016: "Premio alla carriera"